# اس‌ام یو-۲ (آلمان)
اس‌ام یو-۲ (آلمان) (به انگلیسی: SM U-2 (Germany)) یک زیردریایی است که طول آن ۴۵٫۴۲ متر (۱۴۹ فوت ۰ اینچ) می‌باشد. این زیردریایی در سال ۱۹۰۸ ساخته شد.